# Salim Stoudamire
Charles Salim Stoudamire (Portland, Oregón; 11 de octubre de 1982) es un exjugador de baloncesto estadounidense que disputó tres temporadas en la NBA. Con 1,85 metros de altura, jugaba en la posición de base.

## Carrera

### Universidad
Tras graduarse en el Instituto Lake Oswego en Lake Oswego (Oregón), asistió a la Universidad de Arizona, liderando a los Wildcats a la Elite Eight en 2005 junto con Channing Frye. Stoudamire batió el récord individual de porcentaje de triples (50.4%) de la universidad, anteriormente en posesión del base Steve Kerr.

### NBA
Fue seleccionado por Atlanta Hawks en la 31.ª posición de la segunda ronda del Draft de la NBA de 2005, promediando 9,7 puntos por partido en 61 encuentros en su primera temporada en la liga. En su segundo año bajó moderadamente sus prestaciones, firmando 7,7 puntos en 17 minutos de juego.
Tras tres temporadas en Atlanta, en septiembre de 2008, firma contrato con San Antonio Spurs, tras haber estado en la órbita del TAU Baskonia de la Liga ACB durante el verano, pero fue cortado antes del comienzo de la temporada.
En abril de 2009 fichó como agente libre por Milwaukee Bucks para la pretemporada, pero fue cortado antes del comienzo de la misma.
El 1 de noviembre de 2010, fue adquirido por los Idaho Stampede de la NBA Development League, siendo cortado el 30 de diciembre. El 5 de enero de 2011, firma con Reno Bighorns.
Tras año y medio sin equipo, el 1 de noviembre de 2013 firma por los Fort Wayne Mad Ants, siendo cortado diez días después.

## Estadísticas de su carrera en la NBA

### Temporada regular
| Año     | Equipo  | PJ  | PT | MPP  | %TC  | %3P  | %TL  | RPP | APP | ROB | TPP | PPP |
| ------- | ------- | --- | -- | ---- | ---- | ---- | ---- | --- | --- | --- | --- | --- |
| 2005–06 | Atlanta | 61  | 1  | 20.3 | .415 | .380 | .900 | 1.9 | 1.2 | .4  | .1  | 9.7 |
| 2006–07 | Atlanta | 61  | 0  | 17.0 | .416 | .361 | .897 | 1.2 | 1.0 | .3  | .0  | 7.7 |
| 2007–08 | Atlanta | 35  | 0  | 11.5 | .361 | .341 | .820 | .7  | .8  | .2  | .1  | 5.7 |
| Total   | Total   | 157 | 1  | 17.0 | .407 | .366 | .882 | 1.4 | 1.0 | .3  | .0  | 8.0 |

### Playoffs
| Año   | Equipo  | PJ | PT | MPP | %TC  | %3P  | %TL   | RPP | APP | ROB | TPP | PPP |
| ----- | ------- | -- | -- | --- | ---- | ---- | ----- | --- | --- | --- | --- | --- |
| 2008  | Atlanta | 3  | 0  | 9.3 | .444 | .333 | 1.000 | .3  | .0  | .3  | .0  | 4.0 |
| Total | Total   | 3  | 0  | 9.3 | .444 | .333 | 1.000 | .3  | .0  | .3  | .0  | 4.0 |

## Vida personal
Salim es hijo de Charles Stoudamire y Theresa Williams-Stoudamire. Tiene dos hermanos y una hermana; uno de ellos, Madgesdiq, es artista de reggae. 
Es primo de los también jugadores profesional Damon Stoudamire y Grant Williams, y de Terrence Jones.